# Erwin Kalser
Erwin Kalser (Berlijn, 22 februari 1883 - aldaar, 26 maart 1958) was een Duits acteur.

## Levensloop en carrière
Kalser studeerde af in 1907. Vanaf dan speelde hij in het theater. In 1939 verhuisde hij naar Hollywood. In 1941 speelde hij er in zijn eerste film. In 1942 acteerde hij naast Ronald Reagan, Robert Cummings en Ann Sheridan in Kings Row. Na de film Stalag 17 keerde hij terug naar zijn vaderland, waar hij nog tot zijn dood acteerde. 
Kalser was gehuwd met scenarioschrijfster Irma von Cube. Hun zoon was de fotograaf en regisseur Konstantin Kalser (1920-1994).

## Filmografie
- 1920: George Bully
- 1922: Die Talfahrt des Severin Hoyer
- 1923: I.N.R.I.
- 1925: Namenlose Helden
- 1928: Anastasia, die falsche Zarentochter
- 1928: Rasputins Liebesabenteuer
- 1929: Napoleon auf St. Helena
- 1930: Die letzte Kompagnie
- 1930: Der Schuß im Tonfilmatelier
- 1930: Dreyfus
- 1930: Ein Burschenlied aus Heidelberg
- 1931: Der Herzog von Reichstadt
- 1932: Der weiße Dämon
- 1932: Eine von uns
- 1932: Unheimliche Geschichten
- 1932: Das erste Recht des Kindes
- 1933: Rund um eine Million
- 1933: Herthas Erwachen
- 1933: Was wissen denn Männer
- 1938: Füsilier Wipf
- 1941: Dressed to Kill
- 1941: The Devil Commands
- 1942: Kings Row
- 1943: Botschafter in Moskau (Mission to Moscow)
- 1943: Watch on the Rhine
- 1944: Address Unknown
- 1944: They Live in Fear
- 1945: Hotel Berlin
- 1948: Nach dem Sturm
- 1952: Frau in Weiß (The Girl in White)
- 1953: Stalag 17
- 1955: Der 20. Juli
- 1956: Stresemann

- Gemeinsame Normdatei: 116035064
- Historisch woordenboek van Zwitserland: 009503
- International Standard Name Identifier: 0000 0001 0935 2764
- Library of Congress Control Number: no2010197283
- Nationale Bibliotheek van Israël: 987007349642605171
- Nederlandse Thesaurus van Auteursnamen: 071954414
- SNAC: w61d4rq9
- Système universitaire de documentation: 113720076
- Theaterlexikon der Schweiz: Erwin_Kalser
- Virtual International Authority File: 111031344
- WorldCat: E39PBJyWQkyQ8xm8GGdvXb9v73